# Glebionis
Glebionis – rodzaj roślin z rodziny astrowatych (Asteraceae). Obejmuje w zależności od ujęcia dwa lub trzy gatunki. Wszystkie występują w basenie Morza Śródziemnego, przy czym jeden (złocień trójbarwny G. carinata) dziko rośnie tylko w Maroku, a pozostałe na rozległym obszarze od wysp Makaronezji, poprzez północną Afrykę i rozległe obszary Europy (bez jej północnej części), po południowo-zachodnią Azję. Rośliny te introdukowane rozprzestrzenione zostały na wszystkich kontynentach poza Antarktydą. W Polsce dziko rośnie tylko złocień polny G. segetum, ale pozostałe dwa spotykane są w uprawie.
Wszystkie gatunki z tego rodzaju uprawiane są jako rośliny ozdobne i jadalne. Kwiaty i liście złocienia wieńcowego spożywane są w Chinach i Japonii. Liście złocienia polnego są spożywane w Chinach.

## Morfologia
PokrójRośliny zielne, jednoroczne, zwykle nagie.
LiścieSkrętoległe, od ząbkowanych po podwójnie podzielone.
KwiatyZebrane w koszyczki, czasem pojedyncze, a czasem tworzące złożony, luźny kwiatostan w formie baldachogrona z koszyczkami stojącymi w mniej lub bardziej jednej płaszczyźnie. Okrywy koszyczków są półkuliste, tworzone przez zielone listki o szerokich, błoniastych (zwykle jasnobrązowych) brzegach zebrane w 2–4 szeregach. Dno koszyczka wypukłe, bez łuszczynek. Kwiaty brzeżne w koszyczku żeńskie, z płatkiem języczkowym żółtym lub białym o żółtej nasadzie. Kwiaty wewnątrz koszyczka obupłciowe, z koroną rurkowatą, na szczycie z 5 ząbkami, żółte, czerwone lub fioletowe. Pręciki z główką u nasady tępą, na szczycie z jajowatym przydatkiem. Nitka słupka nitkowata, na szczycie ucięta.
OwoceWalcowate niełupki trójkanciaste w przypadku powstania z kwiatów brzeżnych lub 10-żebrowe, czasem z pojedynczym skrzydełkiem, w przypadku powstania z kwiatów rurkowatych w środku koszyczka.

## Systematyka i nazewnictwo
Pozycja systematyczna
Rodzaj z plemienia Anthemideae z podrodziny Asteroideae z rodziny astrowatych (Asteraceae). W obrębie plemienia zaliczany jest do podplemienia Glebionidinae Oberpr. & Vogt (2007) wspólnie z rodzajami argyrantemum Argyranthemum i heteroantemis Heteranthemis. Wcześniej grupa ta wyróżniana była bez rangi jako „grupa Argyranthemum” w obrębie kladu skupiającego rodzaje z centrum występowania w obszarze śródziemnomorskim w obrębie plemienia Anthemideae.
Dla rodzaju nie opublikowano polskiej nazwy rodzajowej mimo jego ugruntowanej pozycji systematycznej, odległej od rodzaju Chrysanthemum, z którym wiązana jest nazwa „złocień”, stosowana w polskim piśmiennictwie w odniesieniu także do gatunków z rodzaju Glebionis. Wynika to z dawnego szerokiego ujęcia rodzaju Chrysanthemum obejmującego bardzo różne gatunki, dzielone od początku lat 90. XX wieku do wielu drobniejszych rodzajów i reprezentujących różne grupy w obrębie plemienia Anthemideae.
Wykaz gatunków
- Glebionis coronaria (L.) Cass. ex Spach – złocień wieńcowy
- Glebionis segetum (L.) Fourr. – złocień polny

Według niektórych ujęć należy tu także:
- Glebionis carinata (Schousb.) Tzvelev – złocień trójbarwny[10]

gatunek alternatywnie wyodrębniany we własny, monotypowy rodzaj ismelia Ismelia Cass. (jako ismelia wieńcowa I. carinata (Schousb.) Sch.Bip.).